# Каштелу-де-Віде
Каште́лу-де-Ві́де (порт. Castelo de Vide; МФА: [kɐʃ.ˈte.ɫu dɨ ˈvi.dɨ], «замок Віде») — муніципалітет і містечко в Португалії, в окрузі Порталегре. Розташований у східній частині країни, на теренах історичної португальської провінції Алентежу. Належить до Порталегрівсько-Каштелу-Бранківської діоцезії Католицької церкви в Португалії. Права міського самоврядування має з 1276 року. Поділяється на 4 парафії. За адміністративним поділом, чинним до 1976 року, був складовою провінції Верхнє Алентежу. Площа муніципалітету — 264,91 км², населення муніципалітету — 3407 ос. (2011); густота населення — 12,86 осіб/км²
. Патрон — Діва Марія. Святковий день муніципалітету — 1-й понеділок після Пасхи. Поштовий індекс — 7320.  Код місцевої адміністративної одиниці — 1205. Складова статистичного регіону Алентежу.

## Назва
- Каште́лу-де-Ві́де (порт. Castelo de Vide; стара орфографія: порт. Castello de Vide) — сучасна португальська назва. Походить від місцевого замку Віде.
- Касте́ло-де-Ві́де (ісп. Castelo de Vide) — іспанська назва.
- Ві́де (ісп. і порт. Vide) — коротка середньовічна назва.
- Аленте́зька Сі́нтра (порт. Sintra do Alentejo) — алегорична назва міста, прекрасні краєвиди і стара архітектура якого нагадують Сінтру. Вислів приписують королю Педру V.

## Географія
Каштелу-де-Віде розташований на сході Португалії, на північному сході округу Порталегре, на португальсько-іспанському кордоні.
Каштелу-де-Віде межує на північному сході — з Іспанією, на сході — з муніципалітетом Марван, на півдні — з муніципалітетом Порталегре, на південному заході — з муніципалітетом Крату, на заході та північному заході — з муніципалітетом Ніза.

## Історія
Походження Каштелу-де-Віде достеменно невідомо. Близькість поселення до римської дороги наводила деяких істориків на думку про його римську генезу. Проте археологічні розвідки, проведені португальськими археологами, не виявили тут жодних населених пунктів античних часів.
У VI—VII століттях територією в районі сучасного Каштелу-де-Віде володіли алани і вестготи. На початку VIII століття їх  витіснили мусульманські завойовники.
1148 року землі Каштелу-де-Віде звільнив у ході Реконкісти перший португальський король Афонсу І. 1180 року його васал Педро Анеш дарував місцевим мешканцям перший форал.
Достовірні джерела 1232 року вказують, що поселення Каштелу-де-Віде належало до португальського королівського домену. Воно мало стратегічне значення через близькість до кордону з Кастилією.
1273 року португальський король Афонсу III дарував Каштелу-де-Віде своєму синові, інфантові Афонсу, сеньйору Порталегре і Марвана. Новий господар почав розбудову міського замку. 1276 року він надав Каштелу-де-Віде форал, яким визнав за поселенням статус містечка та муніципальні самоврядні права.
Після смерті короля-батька в 1279 році інфант Афонсу змагався зі своїм старшим братом Дінішем за спадщину. На цей час припадає прискорена побудова укріплень Каштелу-де-Віде. У квітні 1281 року король Дініш оточив містечко і за рік змусив Афонсу зруйнувати зведені фортифікації. Наприкінці ХІІІ століття він повернув Каштелу-де-Віде до королівського домену й почав другу фазу розбудови замку. Роботи завершилися 1327 року, за правління короля Афонсу IV.

## Населення
| Кількість мешканців | Кількість мешканців | Кількість мешканців | Кількість мешканців | Кількість мешканців | Кількість мешканців | Кількість мешканців | Кількість мешканців | Кількість мешканців | Кількість мешканців | Кількість мешканців | Кількість мешканців | Кількість мешканців | Кількість мешканців | Кількість мешканців | Кількість мешканців |
| ------------------- | ------------------- | ------------------- | ------------------- | ------------------- | ------------------- | ------------------- | ------------------- | ------------------- | ------------------- | ------------------- | ------------------- | ------------------- | ------------------- | ------------------- | ------------------- |
| 1864                | 1878                | 1890                | 1900                | 1911                | 1920                | 1930                | 1940                | 1950                | 1960                | 1970                | 1981                | 1991                | 2001                | 2011                |                     |
| 6 257               | 6 331               | 6 689               | 6 614               | 6 717               | 7 067               | 6 837               | 7 361               | 7 178               | 6 538               | 4 940               | 4 187               | 4 145               | 3 872               | 3 407               |                     |

## Персоналії
- Жозе Мозіню-да-Сілвейра (1780—1848) — португальський міністр фінансів, реформатор.